# Anna Dober
Anna Dober (* 9. April 1713 in Kunewald; † 12. Dezember 1739 in Marienborn) war eine mährische Poetin und Verfasserin zahlreicher geistlicher Lieder.

## Leben
Anna Dober wurde am 9. April 1713 in Kunewald (Mähren) als Anna Schindler geboren. 1728 zog sie gemeinsam mit ihren Eltern nach Sachsen. Dort schloss sie sich der Herrnhuter Brüdergemeine des Reichsgrafen Nikolaus Ludwig von Zinzendorf (1700–1760) an. Mit ihrem Talent und ihrem Pflichtbewusstsein fiel sie den Gemeindemitgliedern sofort positiv auf. 1730 gründete Dober gemeinsam mit ihrer Freundin Anna Nitschmann den „Jungfrauenbund“. Die Frauen dieses Bundes fühlten sich mit Jesus in einer mystischen Beziehung so stark verbunden, dass sie eine irdische Ehe als zweitrangig betrachteten. 
Dennoch heiratete Dober den Töpfer, Missionar und Bischof der Herrnhuter Brüdergemeine Johann Leonhard Dober (1706–1766). Zwischen 1732 und 1735 lebte das Ehepaar für missionarische Zwecke auf der Insel Saint Thomas. Weitere Missionarsreisen ihres Mannes führten Anna Dober nach Amsterdam, Kopenhagen und England.
Anna Dober starb am 12. Dezember 1739 im Alter von 26 Jahren in Marienborn.

## Werk
Anna Dober schrieb ab 1735 zahlreiche geistliche Lieddichtungen. Ihre Lieder handeln vornehmlich von einer großen persönlichen Hingabe zu Christus und von dem Verlangen nach der Liebe und Gnade Gottes. Selbst publizierte Anna Dober keine Werke, doch viele ihrer geistlichen Lieder stehen in Kirchgesangsbüchern und Liedanthologien des 19. bis 21. Jahrhunderts. So enthält zum Beispiel das 1870 erschienene Kleine Gesangbuch der evangelischen Brüdergemeinde 13 Lieder von Anna Dober. Durch das Lied „Süsser Heiland, deine Gnade ist viel grösser“ aus dem Jahr 1735 wurde sie überregional bekannt.
1. Süßer Heiland, deine Gnade

Ist viel größer, als man denkt,

Wenn du einer armen Made

Deinen Sinn und Art geschenkt.

2. Wenn man sonst nach Grunde fragte

Mit bekümmertem Gemüth

Und uns keine Seele sagte,

Wer es ist, der Seelen zieht.

3. Und auf einmal wird's gespüret,

Daß er Jesus Christus heißt:

O, wie wird das Herz gerühret!

O wie rege wird der Geist!

4. Einem solchen armen Kinde,

Das sich für verloren hält,

Krümmt und windet in der Sünde,

Wird sein Blut zum Lösegeld.

5. Gnade strömt aus Jesu Wunde,

Daß man Abba sagen kann

Und man sieht sich von der Stunde

Als ein Kind der Gnade an.
Einige Lieder von Anna Dober wurden übersetzt und in englischen Gesangsbüchern veröffentlicht.